# Voltigeurs de Drummondville
Die Voltigeurs de Drummondville (englisch Drummondville Voltigeurs) sind eine Eishockeymannschaft der Quebec Major Junior Hockey League mit Heimat in Drummondville in der kanadischen Provinz Québec.

## Geschichte
Drummondville besaß bereits zur Gründung der Ligue de hockey junior majeur du Québec 1969 ein Eishockeyteam: Die Drummondville Rangers, das seinen Spielbetrieb allerdings im Jahr 1973 einstellte. Neun Jahre später, genau am 16. Januar 1982 bekam die Stadt eine neue Franchise zugeteilt.

## Namensgebung
Im Februar 1982 machte die Teamführung eine öffentliche Ausschreibung bzgl. der Namensgebung. Vier Regeln sollten befolgt werden: Der Name musste französisch sein, einen Zusammenhang mit Drummondville haben, konnte auch mit dem Buchstaben „D“ beginnen und musste auf ein historisches Ereignis aus der Stadtgeschichte verweisen.
350 Vorschläge wurden gemacht, am häufigsten gingen „Dauphins“, „Dynamiques“ und „Dragons“ ein. Die Verantwortlichen entschieden sich jedoch letztlich für den Namen „Voltigeurs“, für den 21 Einsendungen votierten.
Das Regiment des Generals Frederick Georges Heriot kämpfte im Jahr 1812 gegen die Amerikaner in Ontario. Nach dem Krieg wurde das Regiment befreit und die Veteranen von der Regierung mit Land versorgt, aus der 1815 die Siedlung von Drummondville entstand.

## Logos

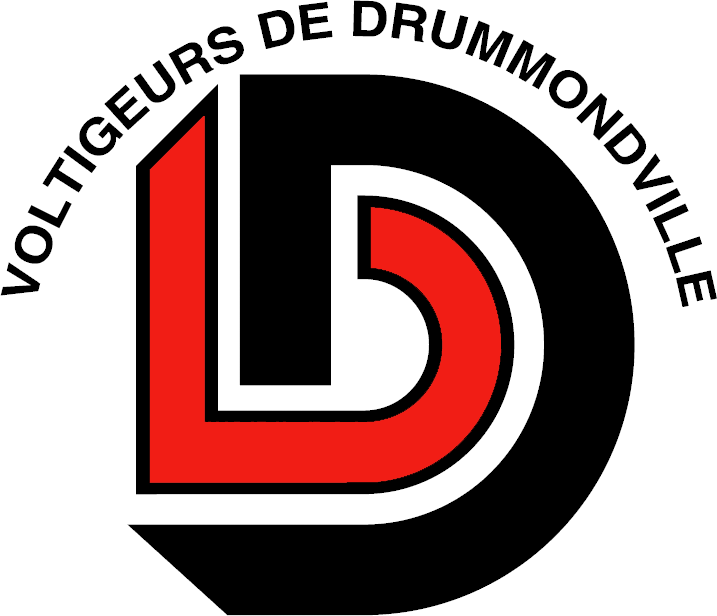
Logo von 1982 bis 1987
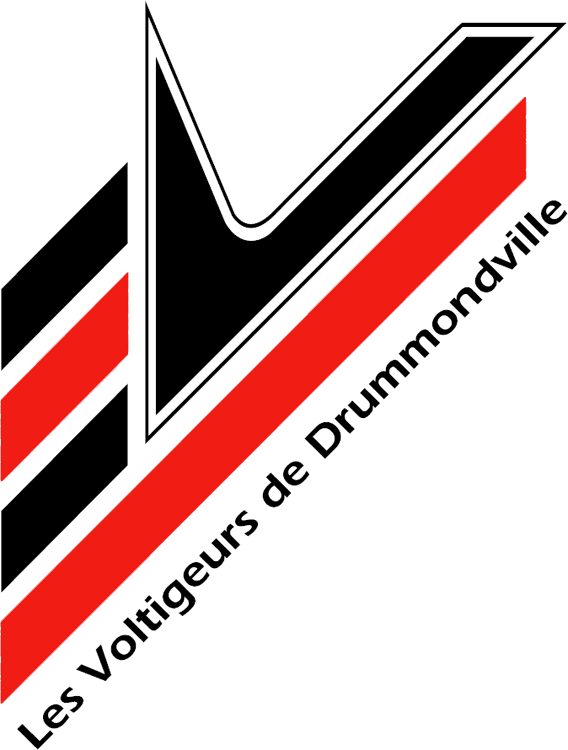
Logo von 1987 bis 1994

## Erfolge
Die Voltigeurs durften 1988 als Gastgeber und 1991 als Vize-Meister der LHJMQ am Memorial Cup teilnehmen und erreichten bei ihrer zweiten Teilnahme das Finale, wo sie den Spokane Chiefs unterlagen. 2009 gewann Drummondville mit einem 4:3-Sieg über die Cataractes de Shawinigan im LHJMQ-Finale erstmals die Coupe du Président und nahmen zum dritten Mal am Memorial-Cup-Turnier teil. Für ihre 345 Tore in der regulären Saison wurde die Mannschaft mit der Trophée Luc Robitaille ausgezeichnet.

## Bekannte ehemalige Spieler
- Jake Allen
- Serge Aubin
- Ľuboš Bartečko
- Derick Brassard
- Daniel Brière
- Patrice Brisebois
- William Carrier
- Frédéric Chabot
- José Charbonneau
- Max Comtois
- Sean Couturier
- Steve Duchesne
- Mike Hoffman
- Dmitri Kulikow
- Ian Laperrière
- Guillaume Latendresse
- Rob Murphy
- Ondřej Palát